# チョリパン
チョリパン(Choripan)は、アルゼンチン、チリ、ウルグアイで人気のある、マラケタやバゲット等のパンでチョリソーを挟んだサンドイッチである。

## 各国

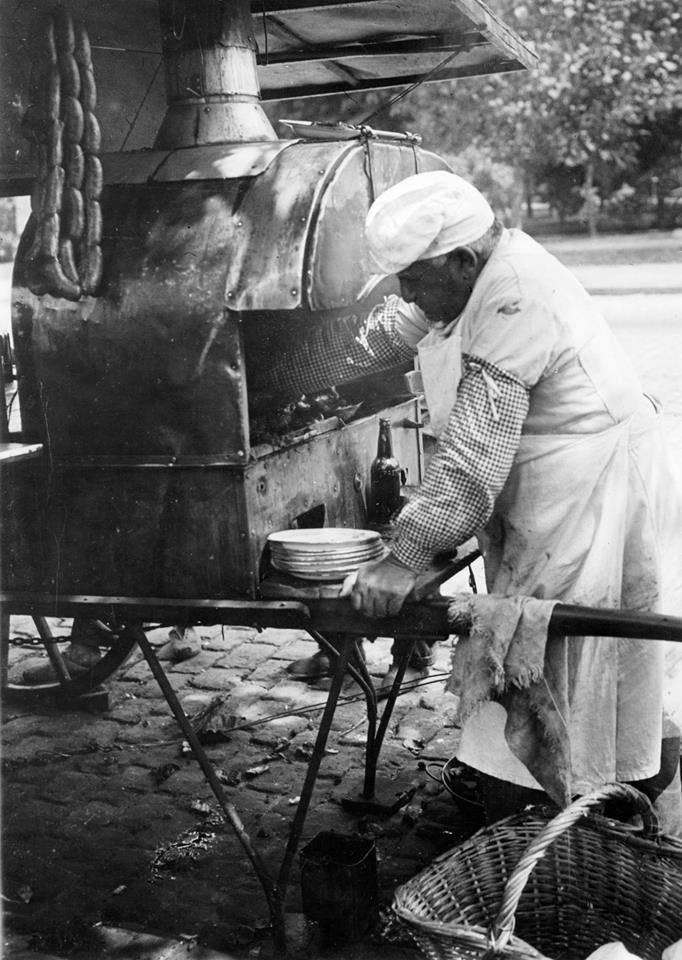
路上のチョリパン売り（1925年）

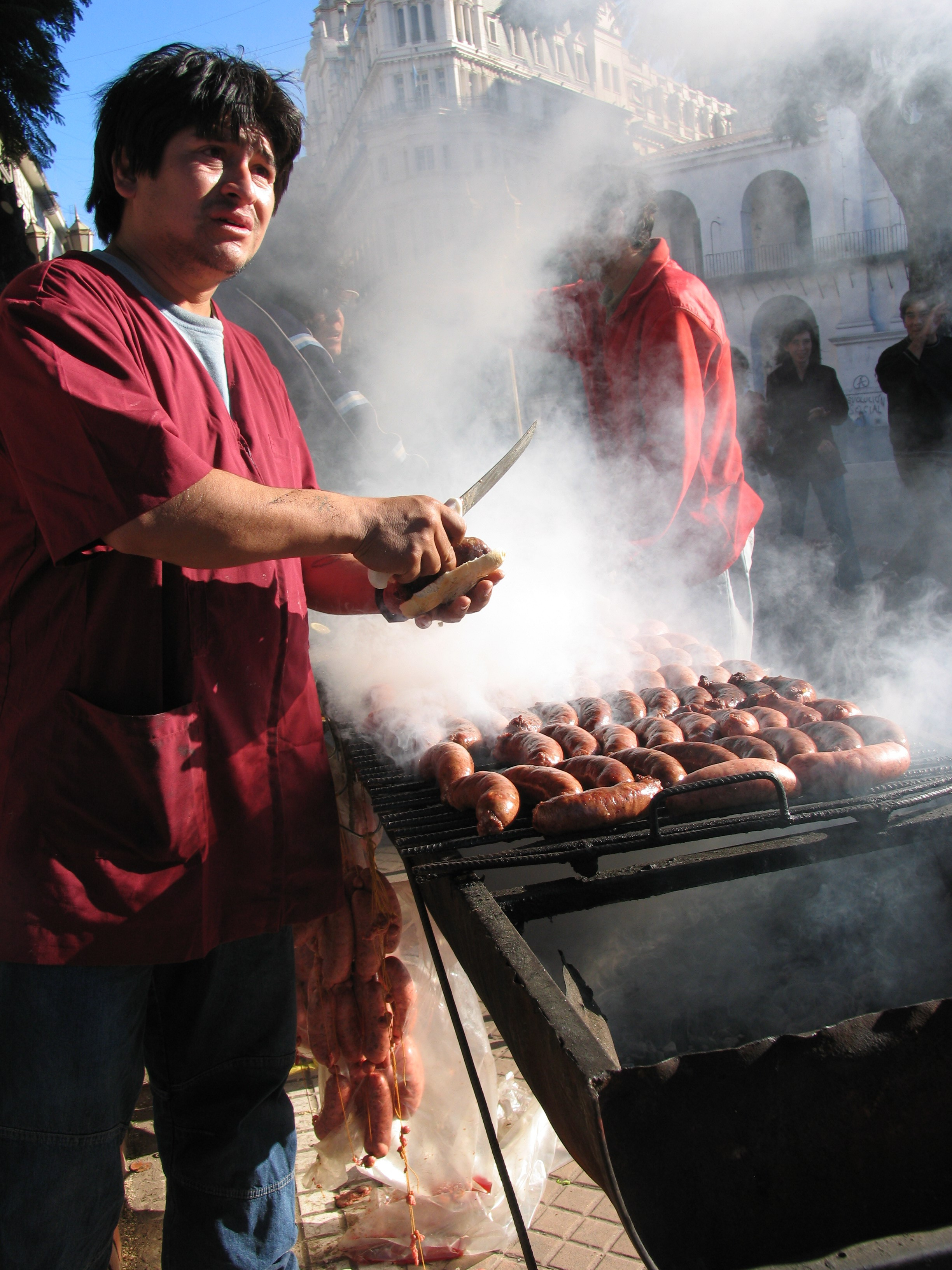
政治集会の際のブエノスアイレス路上でのチョリパン売り

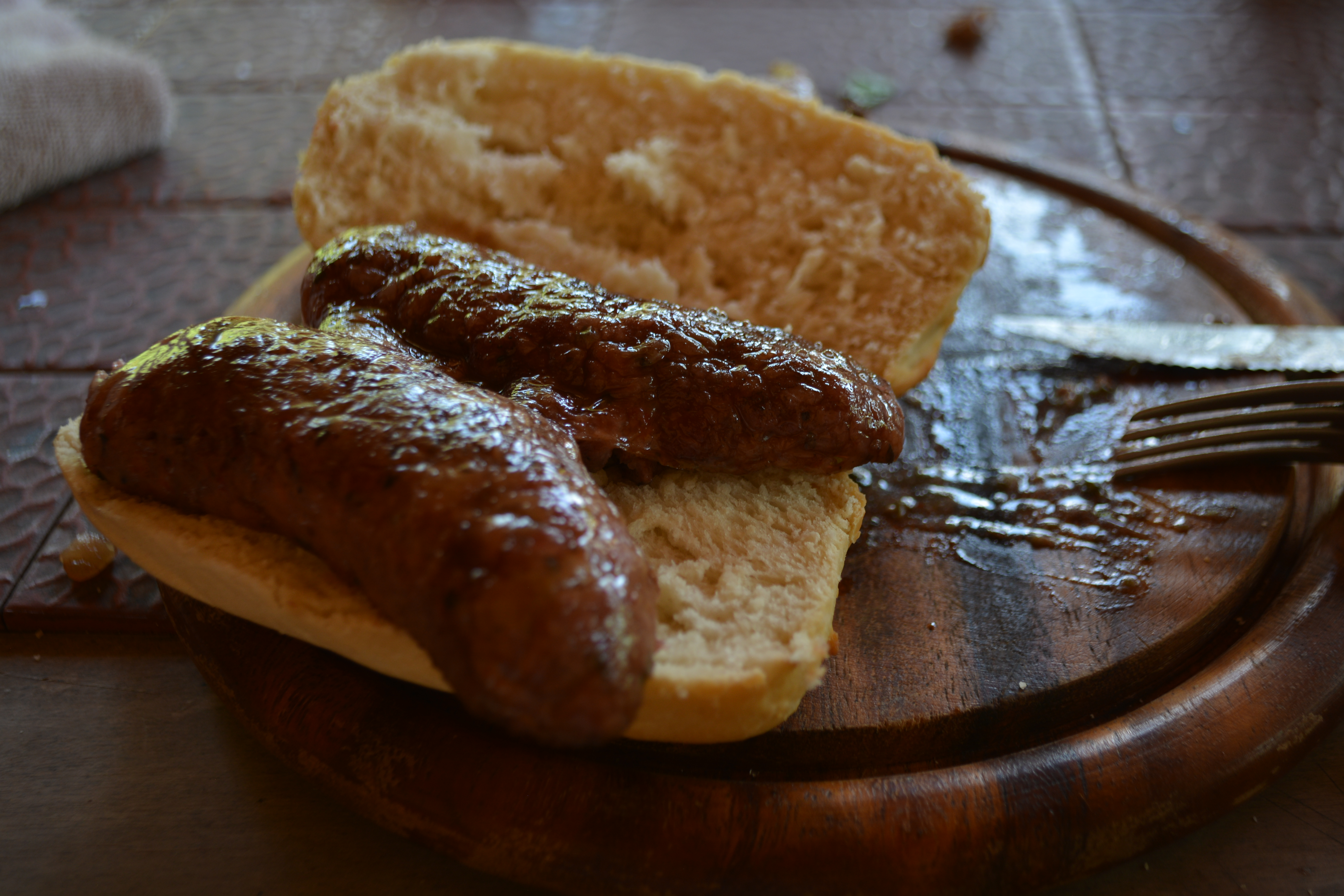
アサードで調理した自家製のチョリパン

### アルゼンチン
アルゼンチンのチョリパンは、牛肉と豚肉からできたソーセージをグリルで焼き、真ん中で切ってロールパンに挟む。半分の長さに切る場合があり、後者については「蝶」という意味のマリポーサと呼ばれる。チミチュリ等のソースをかける。
チョリパンは、アサードを作っている間の前菜として食べられるのが一般的だが、特にサッカー場等のスポーツ観戦施設や主要都市の路上でも販売される。ブエノスアイレスのタクシー運転手の常食であり、ランチタイムには露店に長いタクシーの列ができる。

### ブラジル
ブラジルにもいくつかのタイプのチョリパンがあり、アルゼンチンのものに最も似たものはsalsipaoと呼ばれ、バゲットに似た小さなロールパンと豚肉のソーセージを用いてブラジル南部で作られる。シュラスコを作っている間の前菜として食べる他、短時間で作れるため、バーベキューの代わりとしても食べられる。他の地域では、「ソーセージサンドイッチ」という意味のsanduiche de linguicaと呼ばれる様々なタイプの料理が人気である。そのほとんどがPao francesと呼ばれるバゲットに似た小さなロールパンと豚肉のソーセージを使うが、他のパンやソーセージを用いるものもある。トッピングとして、溶けたチーズ、ヘケイジョン、ソテーしたタマネギ、ヴィネグレットソース、シューストリングポテト、マスタード、ホットソース等が加えられることもある。時に冷たいビールと一緒に、カジュアルな夕食として露店で非常に人気がある。

### チリ
チリでは、特にアサードを食べる際の古典的な前菜としてチョリパンは非常に人気がある。チリのチョリパンは、伝統的にマラケタを用い、アヒやペブレ、またマヨネーズ等をトッピングする。チョリソーの代わりにロンガニーザを用いることもある。

### プエルトリコ
通常、パン屋("panaderias")で販売される。"pan de agua"と呼ばれるプエルトリコ風のパンにチストラ等のスペイン風のチョリソー、ピクルス、マヨネーズを挟む。ケソ・マンチェゴやケチャップをトッピングすることもある。

### ウルグアイ
豚肉から作ったチョリソーをそのまま、または半分の長さに切って用い、チミチュリとマヨネーズをかける。トマトやレタスを一緒に挟む場合もある。バゲットや柔らかいロールパンの"pan catalan"を用いるが、サッカーの試合では、シンプルなロールパンやハンバーガーのようなバンズを用いる。アルゼンチンとは異なり、アサードの前菜としてだけではなく、付け合わせとしても食べる。

### アメリカ合衆国
アメリカ合衆国では、マイアミのキューバ料理店やカフェのランチカウンターで食べられる。キューバのパンを用い、生又はフライしたタマネギをトッピングする。トロピカルフルーツシェークとともに食べるのが人気である。

## 関連文献
- Connelly, Michael Alan (2014年12月18日). “20 Must-Try Street Foods Around the World”. Fodor's. 2016年7月24日閲覧。